# Кульчицька сільська рада
Кульчицька сільська рада — орган місцевого самоврядування у Самбірському районі Львівської області. Адміністративний центр — село Кульчиці.

## Загальні відомості
Кульчицька сільська рада утворена 10 серпня 1954 року. Територією ради протікає річка Дністер.

## Населені пункти
Сільській раді підпорядковані населені пункти:
| № | Назва населеного пункту | Населення | Площа, км² | Густота населення | Дата заснування |
| - | ----------------------- | --------- | ---------- | ----------------- | --------------- |
| 1 | с. Кульчиці             | 1.639     | 25,4       | 64,53             | 1284            |

## Склад ради
Рада складається з 16 депутатів та голови.

### Керівний склад ради
| ПІБ                            | Основні відомості                                                                     | Дата обрання | Дата звільнення |
| ------------------------------ | ------------------------------------------------------------------------------------- | ------------ | --------------- |
| Дашинич Іван Васильович        | Сільський голова, 1956 року народження, освіта                                        | 26.03.2006   | 01.07.2008      |
| Мількович Степан Володимирович | Сільський голова, 1973 року народження, освіта вища, член Української Народної Партії | 30.11.2008   | 31.10.2010      |
| Мількович Степан Володимирович | Сільський голова, 1973 року народження, освіта вища, член Української Народної Партії | 31.10.2010   |                 |

Примітка: таблиця складена за даними джерела